# Hannover Scorpions
Hannover Scorpions byl německý klub ledního hokeje, který sídlil v Hannoveru ve spolkové zemi Dolní Sasko. Založen byl v roce 1975 pod názvem ESC Wedemark. Původně sídlil v obci Wedemark, která leží nedaleko Hannoveru. V roce 1997 proběhlo stěhování právě do již zmiňovaného města. V roce 2013 byla prodána DEL licence klubu Schwenninger Wild Wings. Organizace Scorpions-GmbH, která vlastnila celý klub, následně ukončila jeho činnost. Oddíly zaniklého klubu pak přešly do nově založené organizace Hannover Scorpions von 2013 GmbH. Klubové barvy byly červená a černá.
Své domácí zápasy odehrával v TUI Areně s kapacitou 11 000 diváků.

## Historické názvy
Zdroj:
- 1975 – ESC Wedemark (Eis- und Sportclub Wedemark)
- 1994 – Wedemark Wildcats
- 1996 – Wedemark Scorpions
- 1997 – Hannover Scorpions
- 2013 – zánik

## Získané trofeje
- Meisterschaft / Bundesliga / DEL ( 1× )
  - 2009/10

## Přehled ligové účasti
Zdroj:
- 1977–1981: Eishockey-Regionalliga Nord (4. ligová úroveň v Německu)
- 1981–1983: Eishockey-Regionalliga Nordwest (4. ligová úroveň v Německu)
- 1983–1991: Eishockey-Regionalliga Nord (4. ligová úroveň v Německu)
- 1991–1994: Eishockey-Oberliga Nord (3. ligová úroveň v Německu)
- 1994–1996: 1. Eishockey-Liga Nord (2. ligová úroveň v Německu)
- 1996–2013: Deutsche Eishockey Liga (1. ligová úroveň v Německu)